# Achain (Fundong)
Ne doit pas être confondu avec Achain.
Achain est un village au Nord de l'arrondissement (commune) de Fundong situé dans le département du Boyo et la Région du Nord-Ouest du Cameroun, un pays d'Afrique centrale.

## Population
Achain fait partie du pays Kom. Cependant « kom » est devenu le terme générique désignant plusieurs chefferies indépendantes  – outre Achain, Akeh, Ajung, Mbengkas, Mbesinaku, Mbueni, Baicham, Baiso et Menjang – conquises par les Kom, le plus souvent sous le règne de Foyn Yuh (1865-1912). La plupart de ces petites chefferies vassales comptaient moins de 400 personnes.
On y parle notamment un dialecte du kom, une langue des Grassfields du groupe Ring.
Lors du recensement national de 2005, 2 065 habitants y ont été dénombrés.
Une étude locale de l'année 2012 évalue la population d'Achain à environ 1 200 personnes dont 700 femmes et 500 hommes.

## Santé publique
Un centre de santé privé catholique, le Achain Catholic Health Center, est installé dans le village d'Achain, cela permet aux habitants d'Achain et des villages voisins de bénéficier des soins de première nécessité.

## Eau et Énergie
Une pompe d'eau potable est installée dans le village et contribue au bien-être de la population.

## Éducation
Achain dispose d'établissements d'enseignement primaire et d'un établissement public général de premier cycle, anglophone.